# Godinotia
A Godinotia az emlősök (Mammalia) osztályának főemlősök (Primates) rendjébe, ezen belül a fosszilis adapifélék (Adapidae) családjába tartozó nem. Nevét fő kutatójáról, Marc Godinot-ról kapta.

## Tudnivalók
A Godinotia, egy lemurszerű főemlős volt, amely a kora eocén korszakban élt, körülbelül 49 millió évvel ezelőtt.
Ideje nagy részét a fákon tölthette. Itt kereste táplálékát, amely gyümölcsökből és rovarokból állhatott. Kezeikkel jól tudtak fogni és szemükkel is jól láttak, de a szemük nagy volt, ami arra hagy következtetni, hogy inkább éjjel voltak aktívak. Testük hossza kicsi volt, csak 30 centiméter, de a farkuk hosszú volt. A csontvázuk azt mutatja, hogy az ágak közti ugrásra és szaladásra voltak képesek e nem fajai.

## Lelőhelyek
Godinotia maradványokat találtak a németországi Messel lelőhelynél és más európai lelőhelyeknél.

## Rendszerezés
Eddig csak az alábbi faj tartozik ebbe a nembe:
- Godinotia neglecta (Thalmann, Haubold & Martin, 1989)

### Fordítás
- Ez a szócikk részben vagy egészben  a   Godinotia című angol Wikipédia-szócikk ezen változatának fordításán alapul.  Az eredeti cikk szerkesztőit annak laptörténete sorolja fel. Ez a jelzés csupán a megfogalmazás eredetét és a szerzői jogokat jelzi, nem szolgál a cikkben szereplő információk forrásmegjelöléseként.